# Kalaharicistikola
Kalaharicistikola (Cisticola rufilatus) är en fågel i familjen cistikolor inom ordningen tättingar.

## Utseende och läte
Kalaharicistikolan är en medelstor cistikola med streckad rygg och lång stjärt. Hjässan är roströd och ovanför ögat syns ett ljus streck. Arten liknar akaciacistikolan, men är mindre och mer långstjärtad, med mer bjärt rostrött på huvudet och tydligare ögonbrynsstreck. Liksom hos alla arter i släktet Cisticola är läte och levnadsmiljö viktiga artskiljande karaktärer. Sången består av en serie med mycket ljusa toner, medan det bland lätena hörs snabba drillar och stigande böjda toner.

## Utbredning och systematik
Kalaharicistikola delas in i tre underarter med följande utbredning:
- C. r. rufilatus – södra Angola och norra Namibia till Botswana, Zimbabwe och Norra Kapprovinsen i Sydafrika
- C. r. ansorgei – sydöstra Gabon till östra Angola, södra Kongo-Kinshasa, norra Zambia och Malawi
- C. r. vicinior – högplatån i Zimbabwe

### Familjetillhörighet
Cistikolorna behandlades tidigare som en del av den stora familjen sångare (Sylviidae). Genetiska studier har dock visat att sångarna inte är varandras närmaste släktingar. Istället är de en del av en klad som även omfattar timalior, lärkor, bulbyler, stjärtmesar och svalor. Idag delas därför Sylviidae upp i ett antal familjer, däribland Cisticolidae. 

## Levnadssätt
Kalahararicistikolan hittas i miombo och andra typer av skogslandskap och savann. Den är rätt tillbakadragen och ses vanligen enstaka eller i par.

## Status och hot
Arten har ett stort utbredningsområde, men tros minska i antal, dock inte tillräckligt kraftigt för att den ska betraktas som hotad. Internationella naturvårdsunionen IUCN listar arten som livskraftig (LC).